# Prestige Ameritech
Prestige Ameritech là một nhà sản xuất khẩu trang y tế và mặt nạ phòng độc có trụ sở tại Richland Hills, Texas. Công ty đã sản xuất hơn một triệu khẩu trang phẫu thuật mỗi ngày trong thời kỳ cao điểm của đại dịch cúm lợn năm 2009, và được biết đến lần nữa trong đại dịch Corona/COVID-19.
Theo đơn tố cáo của Rick Bright, cựu giám đốc Cơ quan Nghiên cứu và Phát triển Tiên tiến Y sinh (BARDA), Prestige Ameritech đã đề nghị cung cấp khẩu trang vào tháng 1 năm 2020 nhưng bị chính quyền Trump từ chối. Phó chủ tịch điều hành Michael Bowen lưu ý rằng trong trường hợp xảy ra "tình huống thảm khốc", công ty của ông có thể tăng sản lượng lên 1,7 triệu khẩu trang N95 mỗi tuần bằng cách kích hoạt lại bốn dây chuyền sản xuất N95 ở tình trạng "như mới" với chi phí đáng kể, nhưng sẽ yêu cầu cam kết tài chính lớn từ chính phủ. Cố vấn kinh tế Nhà Trắng Peter Navarro nói rằng "cực kỳ khó để cùng làm việc và giao tiếp với công ty này."
Vào ngày 27 tháng 1, Bowen viết cho Rick Bright, "Rick, tôi nghĩ chúng ta đang ở trong tình trạng tồi tệ. Nhìn xem thế giới này." Ngay trong tuần, Bowen dự đoán rằng Trung Quốc cuối cùng sẽ ngừng xuất khẩu khẩu trang sang Hoa Kỳ, đây sẽ là một vấn đề lớn vì một nửa nguồn cung cấp cho bệnh viện của Hoa Kỳ là từ Trung Quốc. Bright đã ủy thác một người dưới quyền tìm hiểu khả năng chuyển khoản tiền vốn dành cho các mục đích khác như vắc xin và phòng thủ sinh học để mua khẩu trang và báo động tại một cuộc họp cấp cao nhưng lời cầu xin của anh ta đã bị người sếp Robert Kadlec gạt bỏ. Sau này Bright cáo buộc Kadlec vì tội danh gia đình trị trong một đơn khiếu nại tố giác.
Cuối cùng thì FEMA (Federal Emergency Management Agency - Cơ quan Quản lý Khẩn cấp Liên bang) đã tiếp nhận việc mua lại khẩu trang cho chính phủ vào tháng 3, trong đó Prestige đã nộp một hồ sơ dự thầu. Bowen đã phát trên podcast "War Room" của Cựu chiến lược gia Nhà Trắng Steve Bannon để báo cáo vụ việc của anh, và vào ngày 7 tháng 4, Prestige đã giành được hợp đồng với FEMA trị giá 9,5 triệu đô la để sản xuất một triệu khẩu trang N95 mỗi tháng trong thời gian một năm ở mức 79 xu mỗi chiếc. Tốc độ này không yêu cầu công ty phải khởi động lại dây chuyền sản xuất đang nhàn rỗi. Thỏa thuận này bị chỉ trích là bằng chứng về sự thiên vị của chính quyền Trump, vì đây chỉ là lần thứ hai trong lịch sử của FEMA có một hợp đồng được trao do sự can thiệp trực tiếp từ tổng thống.